# Coroa dinamarquesa
A coroa dinamarquesa (pronúncia dinamarquesa: [ˈkʰʁoːnə]; ISO 4217: DKK, abreviada como kr) é a unidade monetária atualmente utilizada nas três nações constituintes do Reino da Dinamarca. Tanto o código DKK quanto o símbolo monetário kr são de uso comum; o primeiro precede o valor, o último em alguns contextos o segue. Foi introduzida em 1º de janeiro de 1975. Historicamente, as moedas da coroa são cunhadas na Dinamarca desde o século XVII.
Uma coroa é subdividida em 100 øre (pronúncia dinamarquesa: [ˈøːɐ]; tanto no singular quanto no plural). O nome øre é derivado da palavra romana para ouro. Ao todo, são onze denominações da coroa, sendo a menor a moeda de 50 øre. Anteriormente, havia mais moedas øre, mas essas foram descontinuadas devido à inflação.

## Moedas

### Cunhagem e esquema de cores
Uma das principais características de acessibilidade das moedas da coroa dinamarquesa é a fácil distinção entre as mesmas. A série de moedas utilizada atualmente é dividida em três sub-grupos, cada uma com sua própria cor metálica. Essa divisão em cores tem suas raízes na história; antigamente, o valor das moedas era equivalente ao valor do metal com o qual eram cunhadas: ouro era usado para as moedas de denominações mais altas, prata para as moedas de valor seguinte e cobre para as moedas de valor mais baixo. Esta correlação entre cor e valor foi mantida na presente série de moedas.
As moedas diferem, também, em termos de tamanho, peso e borda. Dentro de cada sub-grupo, o diâmetro e o peso das moedas aumentam com o seu valor. As moedas de 50 øre e 10 coroas têm aros lisos, enquanto os aros das moedas de 1 e 5 coroas são fresados, por exemplo. O uso dessas várias características torna mais fácil para os cegos e deficientes visuais distinguirem as moedas.
| Valor     | Parâmetros | Parâmetros | Parâmetros | Parâmetros         | Descrição                              | Descrição                    |
| Valor     | Diâmetro   | Espessura  | Peso       | Composição         | Frente                                 | Verso                        |
| --------- | ---------- | ---------- | ---------- | ------------------ | -------------------------------------- | ---------------------------- |
| 50 øre    | 21,5mm     | 1,55mm     | 4,3g       | Bronze             | Coroa de Cristiano V da Dinamarca      | Coração                      |
| 1 coroa   | 20,25mm    | 1,6mm      | 3,6g       | Cuproníquel        | Monograma de Margarida II da Dinamarca | Design tradicional           |
| 2 coroas  | 24,5mm     | 1,8mm      | 5,9g       | Cuproníquel        | Monograma de Margarida II da Dinamarca | Design tradicional           |
| 5 coroas  | 28,5mm     | 2mm        | 9,2g       | Cuproníquel        | Monograma de Margarida II da Dinamarca | Design tradicional           |
| 10 coroas | 23,35mm    | 2,3mm      | 7g         | Bronze de alumínio | Margarida II da Dinamarca              | Brasão de armas da Dinamarca |
| 20 coroas | 27mm       | 2,35mm     | 9,3g       | Bronze de alumínio | Margarida II da Dinamarca              | Brasão de armas da Dinamarca |